# Višňová (district de Jindřichův Hradec)
Pour les articles homonymes, voir Višňová.
Višňová (en allemand : Wischnau) est une commune du district de Jindřichův Hradec, dans la région de Bohême-du-Sud, en Tchéquie. Sa population s'élevait à 85 habitants en 2020.

## Géographie
Višňová se trouve à 4 km au nord-nord-est du centre de Kardašova Řečice, à 15 km au nord-ouest de Jindřichův Hradec, à 38 km au nord-est de České Budějovice et à 100 km au sud-sud-est de Prague.
La commune est limitée par Dírná et Třebějice au nord, par Pluhův Žďár à l'est, par Kardašova Řečice et Pleše au sud, et par Záhoří à l'ouest.

## Histoire
La première mention écrite du village date de 1340.

## Source
- (cs) Cet article est partiellement ou en totalité issu de l’article de Wikipédia en tchèque intitulé « Višňová (okres Jindřichův Hradec) » (voir la liste des auteurs).